# 電鐵黑部站
電鐵黑部站（日语：／ Dentetsu-Kurobe eki */?）是隸屬於富山地方鐵道（地鐵）的鐵路車站，座落於富山縣黑部市，車站編號為T27，是地鐵其中一個主要車站，不但有正站員每天在服務時間駐守；同時也是各種級別的列車的停靠站。它是其中一個區間列車的終點站；亦是除電鐵富山站外，下行列車唯一的發車站。
電鐵黑部站的位置，正好處於黑部市的市中心區域，相比愛之風富山鐵道線（前國鐵／JR西日本）的黑部站較便利。雖然每天使用的人數仍不及黑部站，但相距不算太多。過往，本站和黑部站間確實存在過連接路線，稱為「黑部支線」，全盛時期一天共對開二十多個來回班次，不過隨北陸本線複線化及私家車的普及，使兩站之間的接駁需要性大減，因此於1969年8月17日把黑部支線廢線。現時，由下行列車由本站起出發，路軌左側仍然保留着支線的路基，一直伸延至接近富山縣道122號前左轉進入北陸本線，這一段現時已被新建房屋及其他道路工程等影響，無法尋找路線痕跡，但在黑部站內，仍遺留了昔日的月台痕跡，而在公眾停車場旁靠近路軌的一小段地下水道上，仍能看到一小段的路軌，以及用作支撐支線路軌橫跨水道的石橋躉。
開站時，本站稱為「西三日市站」，因位處的三日市町當時設有三站，「三日市站」（即現時黑部站）已經存在，餘下兩站因而按地理位置而稱為「西三日市站」及「東三日市站」。現時的稱法是1989年時更改的。

## 車站結構

### 月台配置
現時共設有島式月台3個；最近站房的島式月台為2號月台，供下行列車使用，使用最接近站房的路軌；中間月台為1號月台；是供上行列車使用，使用中間的路軌。2號月台的另一邊理論上是可以利用，但下行列車卻不會打開2號月台一邊的車門；最外邊的月台並沒有編號，而最外面的一邊已被欄杆所封閉，現時並不使用，相應路軌則只供特急「黑部號列車」到站時使用，並採用1號月台的外圍月台供乘客下車。
（由最近站房起計）
| 月台         | 位置 | 路線                       | 方向   | 目的地               | 備註                                                                   |
| ------------ | ---- | -------------------------- | ------ | -------------------- | ---------------------------------------------------------------------- |
| 2            | 內側 | ■本線                      | 下行   | 舌山、宇奈月溫泉方向 |                                                                        |
| 2            | 外側 | 不使用                     | 不使用 | 不使用               | 不使用                                                                 |
| 1            | 內側 | ■本線                      | 上行   | 電鐵富山、新魚津方向 | 逢4月15日至11月30日，每天早上一班特急列車會於寺田站改經■立山線往立山站 |
| 1            | 外側 | ——                         | ——     | （終站）             | 只供特急列車「黑部」下車乘客使用                                       |
| （沒有編號） | 內側 | ——                         | ——     | ——                   | 不使用                                                                 |
| （沒有編號） | 外側 | 不設置路軌，並已用欄杆圍封 |        |                      |                                                                        |

## 歷史
- 1922年11月5日：黑部鐵道三日市站～下立站間開業[3][4]，本站為中途站，稱為「西三日市站」。
- 1936年10月1日：富山電氣鐵道魚津站～本站間開通[5][4]，當時兩間公司的列車及路軌並不互通。
- 1943年：

- 1月1日：富山縣內各鐵道路線全部統一由富山電氣鐵道統一管理，路線改稱黑部線。
- 11月11日：電壓由600V提升至1500V，並開始直通至電鐵富山站。

- 1951年6月25日：站名改稱「電鐵櫻井站」（當時三日市町已與其他町村合併成為櫻井町（日语：桜井町）），並改建站房（即現時使用中的一座）[4]。
- 1969年8月17日：本站～黑部站之間的黑部支線廢線[4][7]。
- 1989年4月1日：改稱為「電鐵黑部站」。
- 2019年3月16日：增設車站編號[8]。

## 利用人數
| 乘車人數推算 | 乘車人數推算 | 乘車人數推算 | 乘車人數推算 | 乘車人數推算 | 乘車人數推算 | 乘車人數推算 | 乘車人數推算 |
| 年度         | 1日平均人數  | 年度         | 1日平均人數  | 年度         | 1日平均人數  | 年度         | 1日平均人數  |
| ------------ | ------------ | ------------ | ------------ | ------------ | ------------ | ------------ | ------------ |
| 1973         | 4,728        | 1991         | 1,922        | 2001         | 794          | 2011         | 708          |
| 1975         | 4,049        | 1992         | 1,787        | 2002         | 804          | 2012         | 724          |
| 1977         | 3,861        | 1993         | 1,692        | 2003         | 727          | 2013         | 670          |
| 1979         | 3,457        | 1994         | 1,482        | 2004         | 689          | 2014         | 691          |
| 1981         | 3,299        | 1995         | 1,297        | 2005         | 703          | 2015         | 748          |
| 1983         | 2,998        | 1996         | 1,210        | 2006         | 719          | 2016         | 718          |
| 1985         | 2,651        | 1997         | 1,034        | 2007         | 751          | 2017         | 774          |
| 1987         | 2,258        | 1998         | 1,009        | 2008         | 747          |              |              |
| 1989         | 2,006        | 1999         | 910          | 2009         | 257          |              |              |
| 1990         | ---          | 2000         | 847          | 2010         | 258          |              |              |

## 相鄰車站
富山地方鐵道
■本線
特急「宇奈月」、「阿爾卑斯」
新魚津（T24）—電鐵黑部（T27）—新黑部（T31）
特急「黑部」（起訖站）
電鐵黑部（T27）—新黑部（T31）
急行、普通
電鐵石田（T26）—電鐵黑部（T27）—東三日市（T28）

## 外部連結
- 富山地方鐵道電鐵黑部站官方網頁 （页面存档备份，存于）（日語）